# Ladja, Medvode
Ladja je naselje v Občini Medvode.